# محوطه شماره ۱ روستای محمودیان
محوطه شماره ۱ روستای محمودیان مربوط به دوران پیش از تاریخ ایران باستان است و در شهرستان آبیک، روستای محمودیان واقع شده و این اثر در تاریخ ۱۷ اسفند ۱۳۸۱ با شمارهٔ ثبت ۷۶۹۰ به‌عنوان یکی از آثار ملی ایران به ثبت رسیده است.